# Пореченков, Иван Никандрович
Ива́н Ника́ндрович Поре́ченков (3 июня 1921, Новоржевский уезд, Псковская губерния — 21 ноября 1943, Брусиловский район, Житомирская область) — советский военнослужащий. Участник Великой Отечественной войны. Герой Советского Союза (1944, посмертно). Младший сержант.

## Биография
Родился 3 июня 1921 года в деревне Антипово Новоржевского уезда Псковской губернии (ныне деревня Жадрицкой волости, Новоржевский район, Псковская область, Россия) в семье крестьянина Никандра Терентьевича Пореченкова. Русский. Окончил семь классов школы в соседней деревне Ладино. До призыва на военную службу работал в колхозе «Путь Ильича».
В ряды Рабоче-крестьянской Красной Армии был призван в сентябре 1940 года. В декабре 1941 года получил направление в 12-й истребительный противотанковый артиллерийский полк, который формировался в Резерве Верховного Главнокомандования. До весны 1943 года полк, в котором служил Иван Пореченков, занимался напряжённой боевой учёбой. В начале мая 1943 года полк был переброшен на Воронежский фронт и 9 мая занял позиции на восточной окраине села Верхопенье Ивнянского района Белгородской области на развилке дорог Верхопенье — Сырцево и Верхопенье — Обояньское шоссе в третьем эшелоне обороны. 
8 июля 1943 года передовые танковые подразделения дивизии «Великая Германия» прорвали оборону 199-го гвардейского стрелкового полка 66-й гвардейской стрелковой дивизии в районе урочища Щенячье, но дорогу им преградили батареи 12-го истребительного противотанкового артиллерийского полка. В течение трёх дней немцы пытались прорвать оборону советских войск, но артиллеристы не отошли ни на шаг. Расчёт 76-миллиметрового орудия 2-й батареи, номером в котором сражался ефрейтор Иван Пореченков, в период с 8 по 10 июля 1943 года подбил и уничтожил 4 средних танка и 1 лёгкий танк. 
12 июля 1943 года участвовал в контрударе Воронежского фронта, в результате которого противник был отброшен на исходные позиции, а затем в окончательном разгроме немецко-фашистских войск на Курской дуге в ходе Белгородско-Харьковской операции. За мужество и стойкость, проявленные в боях на обояньском направлении, был награждён орденом Отечественной войны II степени и произведён в младшие сержанты. Во время Битвы за Днепр, заменив выбывшего из строя товарища, освоил воинскую специальность наводчика артиллерийского орудия. Участвовал в освобождении Полтавской области.
Перейдя в наступление с Лютежского плацдарма 3 ноября 1943 года, войска 1-го Украинского фронта освободили столицу Украины город Киев и устремились на запад. 7 ноября 1943 года был освобождён Фастов, а 12 ноября — Житомир. Однако дальнейшее наступление замедлилось. Тылы не успевали за наступающими армиями, в результате чего коммуникации фронта оказались сильно растянутыми. Этим поспешило воспользоваться командование вермахта. Стремясь отбросить советские войска обратно за Днепр, немецко-фашистские войска нанесли в Правобережной Украине ряд мощных танковых контрударов. 21 ноября 1943 года позиции 2-й батареи 12-го истребительного противотанкового полка РГК в районе населённого пункта Новые Озеряны северо-западнее Брусилова были атакованы тридцатью немецкими танками. В результате ожесточённого боя расчёт орудия, наводчиком которого был младший сержант Иван Пореченков, уничтожил 4 вражеских танка. Немцы отступили, но, перегруппировавшись, вновь перешли в наступление, бросив в бой до 50 танков. Расчёт под командованием Ивана Пореченкова был выведен из строя. У орудия остался лишь раненый наводчик. Продолжая вести бой в одиночку, подбил ещё два вражеских танка. В бою погиб от прямого попадания снаряда в орудие.
Указом Президиума Верховного Совета СССР «О присвоении звания Героя Советского Союза офицерскому и сержантскому составу артиллерии Красной Армии» от 9 февраля 1944 года за «образцовое выполнение боевых заданий командования на фронте борьбы с немецкими захватчиками и проявленные при этом отвагу и геройство» был удостоен посмертно звания Героя Советского Союза.
Похоронен И. Н. Пореченков в братской могиле советских воинов на гражданском кладбище села Новые Озеряны Брусиловского района Житомирской области.

## Награды
- Медаль «Золотая Звезда» (09.02.1944, посмертно);
- орден Ленина (09.02.1944, посмертно);
- орден Отечественной войны 2-й степени (17.08.1943).

## Память
- Бюст Героя Советского Союза И. Н. Пореченкова установлен на Аллее Героев в городе Коростышеве Украины.
- Именем Героя Советского Союза И. Н. Пореченкова названа улица в деревне Жадрицы Псковской области Российской Федерации.
- 8 мая 2013 года открыта памятная стела Героя Советского Союза И. Н. Пореченкова в деревне Жадрицы Псковской области Российской Федерации[2].

## Документы
- Общедоступный электронный банк документов «Подвиг Народа в Великой Отечественной войне 1941—1945 гг.» Дата обращения: 14 декабря 2012. Архивировано из оригинала 13 марта 2012 года.

Представление к званию Героя Советского Союза и указ ПВС СССР о присвоении звания. Дата обращения: 14 декабря 2012. Архивировано 18 января 2013 года.
Орден Отечественной войны 2-й степени (наградной лист и приказ о награждении). Дата обращения: 14 декабря 2012. Архивировано 18 января 2013 года.
- Обобщенный банк данных «Мемориал». Дата обращения: 14 декабря 2012. Архивировано из оригинала 10 мая 2012 года.

ЦАМО, ф. 58, оп. 18003, д. 1188. Дата обращения: 14 декабря 2012. Архивировано 18 января 2013 года.
Информация из списков захоронения ЗУ380-06-356. Дата обращения: 14 декабря 2012. Архивировано 18 января 2013 года.
Учётная карточка захоронения ЗУ380-06-356. Дата обращения: 14 декабря 2012. Архивировано 18 января 2013 года.
Схема захоронения ЗУ380-06-356. Дата обращения: 14 декабря 2012. Архивировано 18 января 2013 года.